# Lobens
Lobens de Lauragués(francès Loubens-Lauragais) és un municipi francès situat al departament de l'Alta Garona i a la regió d'Occitània.